# Уимблдонский турнир 2011
Уимблдонский турнир 2011 года — 125-й розыгрыш ежегодного профессионального теннисного турнира серии Большого шлема, проводящегося в Уимблдоне (Лондон, Великобритания) на кортах местного «Всеанглийского клуба лаун-тенниса и крокета». Традиционно выявляются победители соревнования в девяти разрядах: в пяти — у взрослых и четырёх — у старших юниоров. Матчи основных сеток прошли с 20 июня по 3 июля. Соревнование традиционно завершало основной сезон турниров серии на данном покрытии.
Прошлогодние победители среди взрослых:
- мужчины, одиночный разряд —  Рафаэль Надаль
- женщины, одиночный разряд —  Серена Уильямс
- мужчины, парный разряд —  Юрген Мельцер и  Филипп Пецшнер
- женщины, парный разряд —  Ваня Кинг и  Ярослава Шведова
- смешанный парный разряд —  Леандер Паес и  Кара Блэк

## Соревнования

### Взрослые

#### Мужчины. Одиночный разряд
Новак Джокович обыграл  Рафаэля Надаля со счётом 6-4, 6-1, 1-6, 6-3.
- Джокович выигрывает 2-й титул в сезоне и 3-й за карьеру на соревнованиях серии.
- Надаль уступает 1-й финал в сезоне и 3-й за карьеру на соревнованиях серии.

#### Женщины. Одиночный разряд
Петра Квитова обыграла  Марию Шарапову со счётом 6-3, 6-4.
- представительница Чехии выигрывает турнир серии впервые с 1998 года.
- Шарапова уступает 1-й финал в сезоне и 2-й за карьеру на соревнованиях серии.

#### Мужчины. Парный разряд
Боб Брайан /  Майк Брайан обыграли  Роберта Линдстедта /  Хорию Текэу со счётом 6-3, 6-4, 7-6(2).
- братья выигрывают 2-й совместный титул в сезоне и 11-й за карьеру на соревнованиях серии.

#### Женщины. Парный разряд
Квета Пешке /  Катарина Среботник обыграли  Сабину Лисицки /  Саманту Стосур со счётом 6-3, 6-1.
- Пешке со 2-й попытки побеждает в финале соревнования серии.
- Среботник с 5-й попытки побеждает в финале соревнования серии.

#### Смешанный парный разряд
Юрген Мельцер /  Ивета Бенешова обыграла  Махеша Бхупати /  Елену Веснину со счётом 6-3, 6-2.
- представительница Чехии выигрывает турнир серии впервые с 1997 года.
- представитель Австрии выигрывает турнир серии впервые в истории.

### Юниоры

#### Юноши. Одиночный турнир
Люк Сэвилл обыграл  Лиама Броуди со счётом 2-6, 6-4, 6-2.
- представитель Австралии побеждает на британском турнире серии впервые с 2002 года.

#### Девушки. Одиночный турнир
Эшли Барти обыграла  Ирину Хромачёву со счётом 7-5, 7-6(3).
- представительница Австралии выигрывает турнир серии впервые с 1998 года.

#### Юноши. Парный турнир
Джордж Морган /  Мате Павич обыграли  Оливера Голдинга /  Иржи Веселого со счётом 3-6, 6-4, 7-5.
- представитель Великобритании выигрывает домашний турнир серии второй год подряд.
- представитель Хорватии выигрывает турнир серии впервые с 2009 года.

#### Девушки. Парный турнир
Эжени Бушар /  Грейс Мин обыграли  Деми Схюрс /  Тан Хаочэнь со счётом 5-7, 6-2, 7-5.
- представительница Канады побеждает на турнире серии впервые с 2006 года.
- представительница США выигрывает британский турнир серии второй год подряд.